# Cole Porter
Cole Albert Porter, ameriški skladatelj in tekstopisec, * 9. junij 1891, Peru, Indiana, ZDA, † 15. oktober 1964, Santa Monica, Kalifornija, ZDA.
Porter je znan kot avtor številnih skladb in mjuziklov, v 30. letih 20. stoletja je bil eden izmed najpopularnejših avtorjev na Broadwayju.

## Življenje
Rodil se je v eni najbogatejših družin v Indiani. S šestimi leti se je pričel učiti igranja violine, pri desetih je spisal prvo opereto. Leta 1909 se je vpisal na Univerzo Yale, kjer je pričel s pisanjem lahkotnejših skladb. Leta 1917 je odpotoval v Pariz, pridružil se je tujski legiji.
Dve leti zatem se je poročil. Živel je tudi v Benetkah, pričel je sodelovati s številnimi znanimi umetniki svojega časa. 1937. leta se je pri padcu s konja hudo poškodoval. Zaradi bolečin, ki so zaznamovale njegovo nadaljnje življenje, je težko ponovil svoje prejšnje uspehe. Leta 1948 se je z mjuziklom Poljubi me, Kate triumfalno vrnil na odre. 

## Delo (izbor)

### Popularne skladbe
- Night and Day,
- I Get a Kick out of You,
- Well, Did You Evah! in
- I've Got You Under My Skin.

### Mjuzikli
- Fifty Million Frenchmen,
- DuBarry Was a Lady,
- Anything Goes,
- Silk Stockings,
- Poljubi me, Kate in
- Paris.

1. 1 2  Encyclopædia Britannica
2. ↑  SNAC — 2010.
3. ↑  data.bnf.fr: platforma za odprte podatke — 2011.
4. ↑  Record #11879292X // Gemeinsame Normdatei — 2012—2016.